# Unplugged (album Alice in Chains)
Unplugged – album koncertowy amerykańskiego zespołu muzycznego Alice in Chains, opublikowany 30 lipca 1996 nakładem wytwórni Columbia. Jest on zapisem występu z serii MTV Unplugged, który miał miejsce 10 kwietnia 1996 w nowojorskim Majestic Theatre w Brooklyn Academy of Music (BAM). Produkcją muzyczną zajął się Toby Wright, telewizyjną Alex Coletti, a całość wyreżyserował Joe Perota. Muzycy przygotowali zestaw trzynastu utworów, zaaranżowanych w akustycznych wersjach. Na koncercie grupa wystąpiła w pięcioosobowym składzie – Scott Olson pełnił rolę drugiego gitarzysty. Był to zarazem pierwszy publiczny występ Alice in Chains od przeszło dwóch lat. Retransmisja koncertu odbyła się 28 maja 1996 w MTV. Wydawnictwo promował singel „Over Now”.
Album uzyskał w większości przychylne oceny od krytyków. Zwracali oni uwagę na techniczne umiejętności zespołu oraz panujący przygnębiający klimat, mimo akustycznej oprawy. Część z nich pozytywnie wyrażała się o nowych aranżacjach cięższych utworów z dwóch albumów studyjnych Dirt (1992) i Alice in Chains (1995), natomiast krytykowano odtworzenie oryginalnych wersji kompozycji pochodzących z minialbumów Sap (1992) i Jar of Flies (1994). 17 sierpnia 1996 Unplugged zadebiutował na 3. pozycji w zestawieniu Billboard 200. 23 września otrzymał od zrzeszenia amerykańskich wydawców muzyki Recording Industry Association of America (RIAA) certyfikat platynowej płyty, za sprzedaż miliona egzemplarzy. Dzień później Unplugged uzyskał certyfikat złotej płyty od organizacji Music Canada (MC), przekroczywszy próg sprzedaży 50 tys. egzemplarzy. 31 grudnia 2008 stowarzyszenie Australian Recording Industry Association (ARIA) przyznało albumowi certyfikat złotej płyty, za sprzedaż 35 tys. nośników. 1 lipca 2022 Unplugged otrzymał od British Phonographic Industry (BPI) certyfikat srebrnej płyty w Wielkiej Brytanii, osiągnąwszy próg 60 tys. kopii. 5 sierpnia RIAA przyznało płycie certyfikat 2-krotnej platyny, za sprzedaż przekraczającą 2 miliony egzemplarzy w Stanach Zjednoczonych.
Po latach występ Alice in Chains zyskał miano kultowego i przeszedł do historii jako jeden z bardziej pamiętnych oraz ważniejszych w całej serii MTV Unplugged. W 1999 i 2007 na rynku ukazały się reedycje płyty w formatach DVD i specjalnym pakiecie CD/DVD.

## Geneza
Po wydaniu w listopadzie 1995 trzeciego albumu studyjnego – Alice in Chains, zespół ponownie zrezygnował z aktywności koncertowej. Powodem tej decyzji było pogłębiające się uzależnienie Layne’a Staleya od heroiny oraz jego stopniowa izolacja od członków grupy, przyjaciół i rodziny. W wywiadach prasowych muzycy unikali jednoznacznych deklaracji na temat trasy, argumentując, że w przeszłości byli wielokrotnie zmuszeni odwoływać zaplanowane występy. W marcu 1996 Jerry Cantrell wystąpił w epizodycznej roli mężczyzny obsługującego ksero (Jesus of CopyMat) w filmie Jerry Maguire (reż. Cameron Crowe), wypowiadając jedną kwestię. Scenę z udziałem gitarzysty i odtwórcy głównej roli Toma Cruise’a nagrano w Kinko’s na Bulwarze Zachodzącego Słońca w Los Angeles w Kalifornii. W tym samym czasie stacja MTV zwróciła się do zespołu z propozycją akustycznego występu w ramach serii MTV Unplugged. Negocjacje prowadził odpowiedzialny za wyszukiwanie talentów Rick Kirm. „Z pewnością mogliśmy to zrobić jakiś czas temu […] TV mnie przeraża. Ciężko brzmieć dobrze w telewizji, zwłaszcza dla zespołu jak nasz, który jest trochę surowy i szorstki” – wspominał Cantrell na łamach „Guitar School”. Muzycy mieli już doświadczenie z muzyką akustyczną, prezentując swe łagodniejsze oblicze na dwóch minialbumach – Sap (1992) i Jar of Flies (1994).
Pierwsze próby rozpoczęły się w Seattle w stanie Waszyngton. Sean Kinney – odnosząc się do problemów panujących wewnątrz grupy – stwierdził: „Stało się bardziej oczywiste, że jeśli rzeczy się nie zmienią, nie będziemy mogli wyjść i zagrać z naszym potencjałem – na tym poziomie. Nie możemy nawet przezwyciężyć półtora tygodnia bez jakiegoś dramatu i przerażającego g***a. To prawda, zacząłem przygotowywać się psychicznie na wersję mówiącą: «to się skończyło». Podobnie z MTV Unplugged – spytali czy to zrobimy”. Według Alexa Colettiego, producenta wykonawczego współpracującego z MTV, fakt, że zespół nie koncertował od pewnego czasu, był czynnikiem wpływającym na korzyść. „Jeśli grasz co wieczór w arenach i dużych miejscach rockowe występy, odłączenie się od tego, gdy siedzi to w twojej głowie, jest naprawdę trudną rzeczą”.
Coletti udał się do miejsca prób w Seattle, by sprawdzić, jak muzycy dopasowali się do parametrów występu – od instrumentów i sprzętu, po ustawienie na scenie. Członkowie zespołu do współpracy zaprosili Scotta Olsona, grającego w owym czasie z Heart jako drugi gitarzysta. „Przed tym koncertem poszedłem do sali prób Alice in Chains w Seattle. Gdy tam wszedłem, ucieszyłem się, że widzę Layne’a jedzącego kurczaka z kubełka. Miał na dłoniach rękawiczki-mitenki, które były całe uwalone tłuszczem, więc nie podał mi dłoni, ale stuknęliśmy się łokciami. Był bardzo przyjazny. To, że zobaczyłem go jak je, rozwiało nieco moje obawy związane z jego stanem zdrowia. Był w dobrej formie i sądzę, że gdy dotarł do Nowego Jorku, nadal był w dobrej formie” – wspominał Coletti.

## Nagranie

### Przygotowania

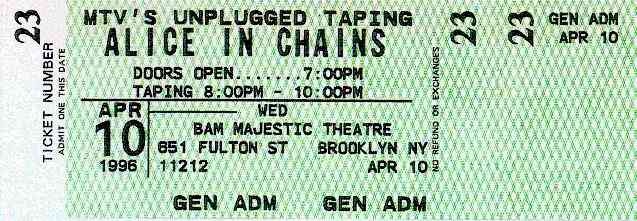
Cena biletu na koncert zespołu w ramach MTV Unplugged, z uwagi na duże zainteresowanie, osiągała na czarnym rynku sumę 500 dolarów

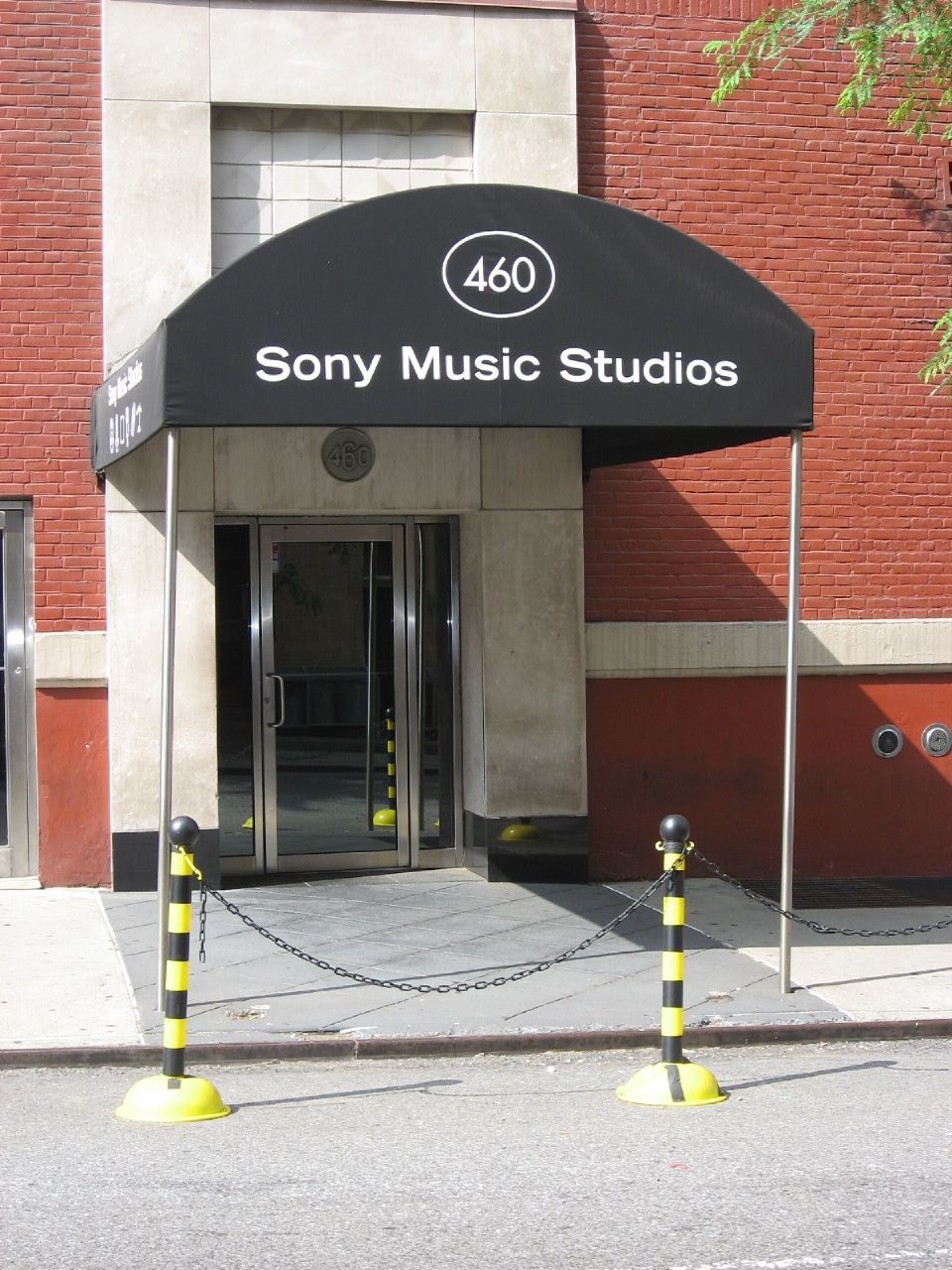
Próby poprzedzające występ muzycy odbywali w Sony Music Studios (na zdj. w 2007)

Na początku kwietnia muzycy udali się do Nowego Jorku, gdzie na 10 kwietnia był ustalony termin występu – pierwszego od ponad dwóch lat (ostatni koncert zespołu odbył się 7 stycznia 1994). Mike Inez stwierdził: „Na pewno nie jest czymś, co mieliśmy w planach. Po prostu przed wspólnymi koncertami z Kiss mieliśmy trochę wolnego czasu. Zebraliśmy się więc, by trochę pojammować, i wyszła z tego sesja dla MTV”. Bilety trafiły do sprzedaży w cenie 25 dolarów i zostały wyprzedane po kilkunastu minutach.
Występ zaplanowano w Majestic Theatre (obecnie BAM Harvey Theater) w Brooklyn Academy of Music. Ostatnie próby muzycy odbywali w Sony Music Studios i według zatrudnionego do roli producenta Toby’ego Wrighta, wypadły one bardzo dobrze. Jak wspominał Coletti w ramach przygotowań „tamtejszy dyrektor artystyczny odrestaurował to miejsce tak, by celowo wyglądało na «trochę zniszczone». Dowiedziałem się od pracowników scenicznych, że wystrzelali dziury w ścianach w głębi sceny, aby stworzyć pęknięcia. Ale całą łuszczącą się farbę celowo malowano ręcznie, co dało piękny efekt. Masz ten kształt miski, półkolisty amfiteatr, i to było idealne dla Unplugged. Spośród wszystkich wykonawców, których tam nagrywaliśmy, było to najdoskonalsze dla Alice. Miało się nieodparte wrażenie starego teatru, poczucia historii, mroku, wystarczająco dużo nastrojów i piękna artystycznego”.
Na krótko przed rozpoczęciem koncertu, Coletti otrzymał prośbę na dekorację sceny lampami lava. „Dostałem je zbyt późno. Widocznie ten rodzaj lamp musi być rozgrzany, włączony na chwilę, zanim zrobią to co mają za zadanie wykonać” – argumentował. W wyniku tej sytuacji, lampy nie w pełni wykorzystywały swój potencjał wizualny, podkreślając spokojny ton występu. Dodatkowo scenę oświetlały duże białe świece, zakupione przez Staleya na targu Pike Place Market w Seattle.
Ze względu na różowy kolor włosów Staleya, dyrektor oświetlenia starał się dopasować tło, które kontrastowałoby z fryzurą wokalisty. Gdy zespół wykonywał test dźwięku i próbę przed kamerą, paletę kolorów wybrano na podstawie każdego z utworów, który reżyser oświetlenia słyszał. Fakt, że grupa miała określoną setlistę i przekazała ją stacji MTV z wyprzedzeniem, pomógł przygotować oświetlenie. Coletti, który był odpowiedzialny za produkcję telewizyjną, nadzorował proces z ciężarówki produkcyjnej znajdującej się na zewnątrz budynku. Z kolei Wright odpowiadał za produkcję audio i również pracował we wspomnianej ciężarówce. Informował on także członków zespołu, co brzmiało dobrze, a co należało przerobić.

### Występ

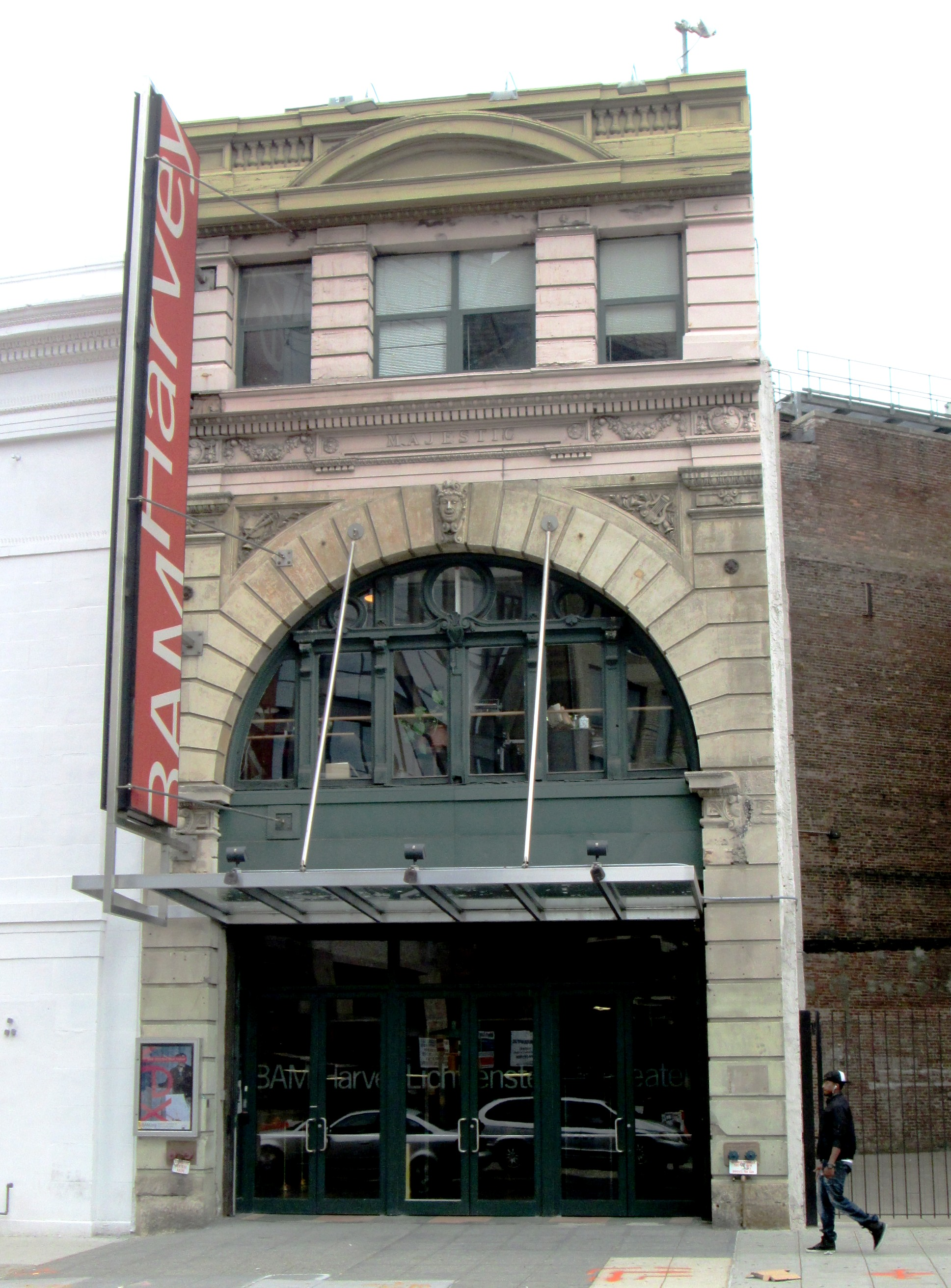
Majestic Theatre (obecnie BAM Harvey Theater) – miejsce koncertu Unplugged (na zdj. w 2013)

Na nagranie występu Alice in Chains przeznaczono dwie godziny – od 20:00 do 22:00, natomiast publiczność wpuszczono do teatru o 19:00. Przed rozpoczęciem wystąpiły nieprzewidziane komplikacje; Cantrell doznał zatrucia pokarmowego po zjedzeniu hot-doga zakupionego na rogu ulicy i nieustannie wymiotował. Na wypadek gdyby muzyk poczuł się źle w trakcie koncertu, obok stolika na scenie ustawiono specjalny kosz. Randy Biro, gitarzysta techniczny Cantrella, i Staley odczuwali przed występem silny głód narkotyczny. Wokalista miał ze sobą starą szklaną butelkę z korkową nakrętką zawierającą gotową heroinę, której niewielką ilość zażył nim wyszedł na scenę. Muzycy przygotowali na potrzeby koncertu trzynaście utworów, zaaranżowanych w nowych wersjach. Zestaw objął materiał odzwierciedlający wszystkie etapy rozwoju zespołu, z wyjątkiem debiutanckiego albumu Facelift (1990), choć w pierwotnym założeniu grupa planowała wykonać „We Die Young” i „Love, Hate, Love”, lecz zrezygnowała z uwagi na ograniczenia czasowe. Na koncercie było obecnych 400 osób.
Występ rozpoczął się od kompozycji „Nutshell”, pochodzącej z minialbumu Jar of Flies (1994). Cały koncert, ze względu na prace związane z ustawianiem kamer, oświetlenia, doboru dźwięku oraz dużą ilość pomyłek w utworach, które trzeba było rejestrować po kilka razy (m.in. „Got Me Wrong” wykonywano czterokrotnie), trwał ponad trzy godziny. Jedynie „Brother”, „No Excuses”, „Rooster”, „Heaven Beside You” i „Over Now” nagrano za pierwszym podejściem. Staley kilkukrotnie mylił się w tekście przy „Sludge Factory”. Wright przyznawał, że mogło mieć to związek ze stresem i zdenerwowaniem, ponieważ ówczesny prezes Columbia, Don Ienner, i szefowa Sony, Michele Anthony – do których bezpośrednio nawiązuje fragment tekstu kompozycji – siedzieli na widowni naprzeciw wokalisty. Przed ponownym wykonaniem utworu, Inez zagrał na basie główny riff do „Enter Sandman” z repertuaru zespołu Metallica, którego członkowie byli obecni na widowni. Napis Friends Don’t Let Friends Get Friends Haircuts na gitarze Ineza miał charakter żartobliwy i odnosił się do fryzur muzyków Metalliki, którzy ścięli długie włosy podczas sesji do albumu Load (1996). W dalszej części koncertu, gdy zespół przygotowywał się do wykonania „Angry Chair”, pochodzącego z płyty Dirt (1992), Cantrell odegrał część sekwencji otwierającej „Battery” z albumu Master of Puppets (1986), a następnie zaśpiewał fragment piosenki „Gloom, Despair and Agony on Me” z programu telewizyjnego Hee Haw.
Pomiędzy wykonywaniem utworów muzycy często żartowali wspólnie ze zgromadzoną publicznością, odnosząc się przy tym do obecnego na widowni Randy’ego Biro. Staley, mimo iż znajdował się w słabej kondycji spowodowanej długoletnią i wyniszczającą walką z nałogiem narkotykowym, sporadycznie odzywał się do publiki łamiącym głosem, pozwalając sobie na żarty. Na zakończenie koncertu zespół zaprezentował premierowy utwór „Killer is Me”. Zaśpiewana w głównej mierze przez Cantrella kompozycja została skomponowana podczas jednej z prób poprzedzających występ. Pierwotnie nie zamierzano uwzględniać jej na albumie, lecz po namowach ze strony wytwórni, zdecydowano o dodaniu utworu. „Down in a Hole”, „Sludge Factory”, „Heaven Beside You”, „Frogs” i „Over Now” wykonano po raz pierwszy na żywo.
Podczas występu Cantrell korzystał z gitar akustycznych marki Guild (modele JF30 i D50), a Inez grał na akustycznym basie firmy Alvarez (AB60CE). Staley w utworze „Angry Chair” korzystał z modelu Gibson Hummingbird. Coletti zwracał uwagę na sposób gry Kinneya na perkusji, określając go „cichym bohaterem Unplugged”. Jak twierdził, szczególnie w przypadku zespołów rockowych biorących udział w sesjach MTV Unplugged, kluczowa jest rola perkusisty, potrafiącego dopasować odpowiedni i stonowany styl gry, oddając w pełni akustyczny klimat wydarzenia.

### Montaż

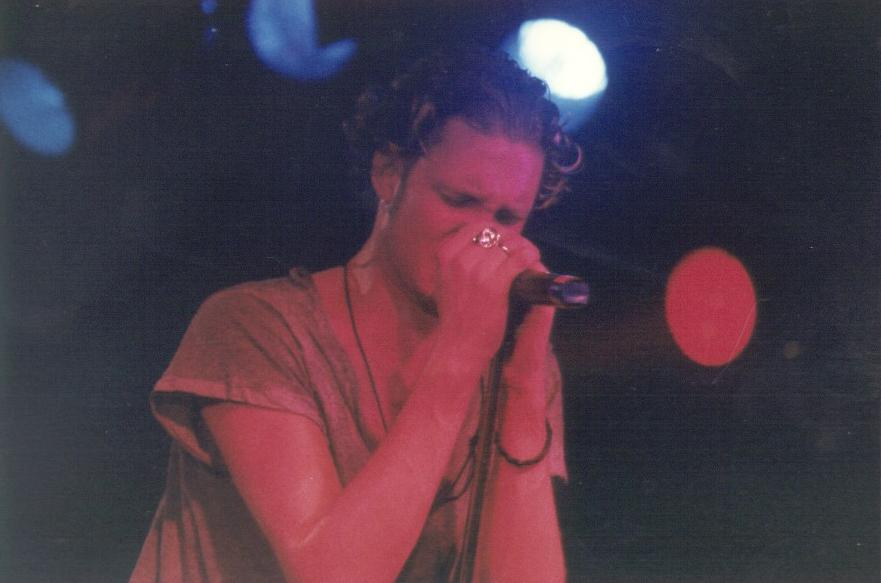
Staley (na zdj. w 1992) wyrażał niezadowolenie ze sposobu montażu pierwszej wersji płyty Unplugged

Pierwszą, roboczą wersję nagrania MTV przesłało zespołowi około dwa tygodnie po zakończeniu koncertu. Staley przejrzawszy gotowy materiał nie był zadowolony z efektów i nie chciał, aby został on wydany. Wright, na prośbę wokalisty, podjął się jego sprawdzenia. Jak wspominał producent:
Kiedy film przeszedł proces edycji, Layne wzgardził nim. Nie chciał, żeby to w ogóle zostało wydane. Uważał, że przedstawili go w najgorszym możliwym świetle, więc spytał mnie, czy podejmę się ponownej edycji […] Problem polegał na tym, że podczas wykonywania piosenek robił pewne rzeczy, które mu się podobały, lecz nie był zadowolony ze sposobu ich pocięcia, i szukał czegoś, aby móc pokazać go w bardziej pozytywny sposób, z dala od piętna lub czegokolwiek złego, co działo się w jego życiu osobistym. Zawsze zwracał na siebie uwagę, ale wyglądał, jakby zasypiał w pewnych momentach lub kiwał głową, a potem nagle jego część pojawiła się i wybuchła! On tam był. Ale pokazali mu, że po prostu siedzi tam z zamkniętymi oczami przez kilka taktów muzyki, a następnie, kiedy nadszedł czas na jego partie śpiewania, nie pokazywali go – kierowali kamerę na Jerry’ego, Mike’a lub gdzieś indziej, i wyglądało to tak, jakby przesypiał całą rzecz podczas niektórych utworów.
Stacja zastosowała się do przedstawionych przez Wrighta sugerowanych zmian w postaci konkretnych notatek i kodów czasowych, które chciał naprawić. Pierwsza retransmisja występu Alice in Chains odbyła się w MTV 28 maja 1996. Podczas pokazu zostały wycięte utwory „Angry Chair”, „Frogs” i „Killer is Me”.

## Wydanie

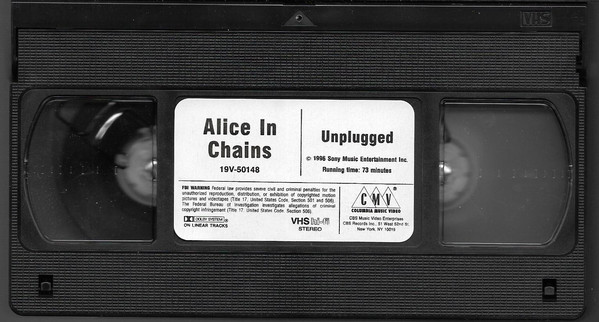
Wersja VHS Unplugged z 1996

Premiera albumu Unplugged w wersji CD miała miejsce 30 lipca 1996, choć niektóre źródła za datę wydania podawały 17 lipca. Zapis koncertu ukazał się również na kasecie i nośniku VHS. W ocenie Cantrella „to był wspaniały koncert, a album jest tego pełną kroniką”. Muzyk nie potrafił dokonać wyboru ulubionych utworów, lecz wyróżniał „Down in a Hole” oraz „Killer is Me”. Zdaniem Ineza „ta płyta pokazuje trochę inne oblicze Alice in Chains. Można na niej bowiem posłuchać superciężkich utworów w rodzaju «Sludge Factory» w jakby obnażonych wersjach – dopiero tutaj można się wsłuchać w to, co śpiewają Layne i Jerry. No więc ta płyta pokazuje nas od trochę innej strony. Gdy grasz jakiś kawałek na okrągło w tej samej wersji, zaczyna cię to nudzić. Fajnie pokazać go w trochę innej oprawie”.
W listopadzie 1999 na rynku ukazała się reedycja, wydana w formacie DVD w zremasterowanej wersji z dźwiękiem w 5.1 Dolby Digital. Wśród szeregu zamieszczonych dodatków były m.in. dostęp do poszczególnych rozdziałów, interaktywne menu, kompletna dyskografia zespołu, link do strony internetowej i oś czasu. 18 września 2007 Columbia opublikowała Unplugged w specjalnym pakiecie CD/DVD, wzbogaconym o różne dodatki i wycięte wcześniej kompozycje „Angry Chair”, „Frogs” i „Killer is Me”. W 2010 zapis koncertu ukazał się na podwójnym, 180 gramowym winylu o numerze katalogowym MOVLP138.

## Promocja

### Single
W celach promocyjnych Columbia wydała w lipcu singel „Over Now”. Na stronie B znalazła się studyjna wersja utworu, pochodząca z albumu Alice in Chains (1995). 21 września kompozycja uplasowała się na 4. pozycji listy Mainstream Rock Tracks „Billboardu”, a 5 października dotarła do 24. miejsca innego z notowań wspomnianego pisma branżowego – Modern Rock Tracks. Niespełna tydzień później, 11 października singel osiągnął 50. pozycję na kanadyjskiej liście RPM 100 Hit Tracks – publikowanej przez magazyn RPM. Za teledysk posłużyło koncertowe wykonanie dla MTV. Reżyserem jest Joe Perota.
Dodatkowo Columbia opublikowała dwa single promocyjne z albumu Unplugged – „Would?” i „Got Me Wrong”. Pierwszy z nich 11 listopada uplasował się na 21. pozycji kanadyjskiej listy RPM Alternative 30 i 14 grudnia dotarł do 19. lokaty na Mainstream Rock Tracks „Billboardu”. „Got Me Wrong” nie został odnotowany na żadnych listach. Na stronie B singla wytwórnia zamieściła utwory „No Excuses” i „Would?”, także pochodzące z koncertu zespołu w ramach MTV Unplugged.
Podobnie jak w przypadku trzeciego albumu studyjnego z listopada 1995, zespół nie odbył trasy promującej Unplugged, przez co w prasie ponownie zaczęły pojawiać się liczne spekulacje o nieuchronnym rozpadzie grupy.

## Odbiór

### Krytyczny
| AllMusic                      | [ 49 ]    |
| The A.V. Club                 | A-        |
| „Billboard”                   | korzystna |
| „Classic Rock”                | [ 52 ]    |
| Encyclopedia of Popular Music | [ 53 ]    |
| „Entertainment Weekly”        | C         |
| „Kerrang!”                    | [ 55 ]    |
| „The Philadelphia Inquirer”   | [ 56 ]    |
| „Q”                           | [ 57 ]    |
| „Rolling Stone”               | [ 58 ]    |
| Rolling Stone Album Guide     | [ 59 ]    |
| „Tylko Rock”                  | [ 60 ]    |

Album Unplugged otrzymał na ogół pozytywne recenzje. Stephen Thomas Erlewine z AllMusic podkreślał, że na podstawie przesłuchanego materiału, trudno jest uwierzyć w to, że muzycy nie grali ze sobą od dłuższego czasu, co – w jego ocenie – sprawia, że Unplugged jest pozycją wyjątkową. Autor wyrażał mieszane odczucia względem samej zawartości, pisząc: „Alice in Chains wyselekcjonowali ze swoich trzech albumów studyjnych i dwóch minialbumów, oferując nowe, bardziej refleksyjne ustalenia dotyczące trudniejszych utworów takich jak «Would?» i praktycznie ponownego odtworzenia oryginalnych wersji «Got Me Wrong» i «No Excuses». Na albumie grupa wydaje się mocna i profesjonalna”. W podsumowaniu Erlewine dodał, że akustyczne aranżacje mocniejszych utworów brzmią jak nowość, a reszta stanowi jedynie powtórkę wcześniejszych nagrań zespołu, tyle, że pozbawiona jest dużej ilości energii”. Stephen Thompson z The A.V. Club podawał w wątpliwość sens wydawania akustycznego albumu przez Alice in Chains, biorąc pod uwagę ich dwa wcześniejsze minialbumy. Zdaniem autora muzycy „dostarczyli najbardziej oczywiste reinterpretacje jakie można sobie wyobrazić – brzmią tak samo jak oryginały”. I chociaż według niego brzmienie utworów z płyty Alice in Chains [1995] – w tym „Sludge Factory” – jest znacznie lepsze niż w wydaniu studyjnym, to sam album uważał za „przyjemny, lecz bezwartościowy”.
Paul Verna pisał na łamach magazynu „Billboard”: „Występując z przeszywającą intymnością oraz pięknym zapisem, ten album będzie prawdopodobnie pobudzać główną playlistę i da zespołowi kolejny impuls w MTV”. Essi Berelian z „Classic Rocka”, recenzując album, przyznawał: „Ze wszystkich zespołów, które mogłyby opanować te najbardziej intymne style koncertowe, AIC są – czy powinno to być? – wśród najlepszych wykładników. Delikatne i niepokojące melodie gitary Jerry’ego Cantrella, w niezmiernie nieszczęśliwej symbiozie z torturowanym wokalem Layne’a Staleya – wzniosły wzór grunge’u, przygnieciony do maksimum, i głęboko dokuczliwy, gdy pozbawi się go zasadniczych elementów przed adorującym tłumem”. Tom Sinclair uważał na łamach „Entertainment Weekly”, że przebieranie ich mulistych pieśni żałobnych w błyszczące, akustyczne zdobienia niewiele robi, by przeciwdziałać panującemu nastrojowi beznadziejnego przygnębienia w piosenkach takich jak «Down in a Hole» i «Rooster»”.
W ocenie Sary Sherr z „The Philadelphia Inquirer” Unplugged jest dokumentem dotyczącym zmagania się z osobistymi demonami i przeżywania ich. Sandy Masuo z „Rolling Stone’a” zaznaczała, że niektóre utwory prawie w ogóle nie różnią się od oryginalnych wersji; według autorki „No Excuses” posiada jedynie szybsze tempo i bardziej „pikantną” partię perkusji, „Heaven Beside You” zawiera bardziej folkowy ton, a utwór „Rooster” odznacza się „melancholijną elegancją”. Masuo zwracała również uwagę na bardziej bluesowy aspekt gry Cantrella oraz „utrzymującą dramaturgię i intensywność” pracę Ineza i Kinneya. W podsumowaniu recenzentka pisała: „Unplugged z pewnością potwierdza emocjonalny zasięg i umiejętności techniczne Alice in Chains. Ale brakuje mu energii elektrycznej na więcej niż jeden sposób. Skoncentrowane katharsis w muzyce zespołu jest wciąż najlepiej słyszalne, gdy wzmacniacze są podkręcone do maksimum”.
Jordan Babula z „Teraz Rocka” pozytywnie oceniał akustyczną oprawę ballad „Down in a Hole” i „Rooster” oraz cięższe utwory z albumu Dirt (1992). Wyróżniał on także klimat całego występu, dzięki – jak pisał – „charakterowi muzyki Alice in Chains, która zawsze dotykała najgłębszych, często najbardziej mrocznych zakamarków duszy” i osobie Staleya, który, w jego ocenie, mimo wyraźnego osłabienia i wyniszczenia nałogiem, „nie stracił nic na swej ekspresywności i autentyczności”. Krzysztof Celiński z „Tylko Rocka” pisał: „Płyta dowodzi, że w okrojonej aranżacji emocjonalna i muzyczna istota stylu Alice pozostaje nietknięta. W związku z tym, ich dotychczasowa twórczość wydaje się tym bardziej szczera. Bardzo udane są wielogłosowe fragmenty, które w otoczeniu akustycznych gitar i charakterystycznych dysonansów znów przypominają poczynania artystów pokroju Crosby’ego i reszty”.

### Komercyjny
W pierwszym tygodniu od premiery Unplugged uzyskał wolumen sprzedaży na poziomie 124 tys. egzemplarzy. 17 sierpnia 1996 zadebiutował on na 3. pozycji w zestawieniu Billboard 200 – utrzymywał się w notowaniu przez trzydzieści trzy tygodnie. Osiągnął lokaty w pierwszej dziesiątce na listach w Kanadzie (9. miejsce), Norwegii (9. miejsce), Nowej Zelandii (8. miejsce), Portugalii (9. miejsce) oraz w Szwecji (7. miejsce). W niespełna dwa miesiące po premierze, 23 września uzyskał od zrzeszenia amerykańskich wydawców muzyki Recording Industry Association of America (RIAA) certyfikat platynowej płyty w Stanach Zjednoczonych za sprzedaż miliona nośników. W Kanadzie album osiągnął status złotej płyty, przyznanej 24 września 1996 przez organizację Music Canada (MC) – 50 tys. sprzedanych egzemplarzy.
Według danych przedstawionych przez system Nielsen SoundScan Unplugged przekroczył 1 milion 240 tys. sprzedanych egzemplarzy, co czyni go jednym z sześciu wydawnictw z serii MTV Unplugged w historii, których łączna sprzedaż przekroczyła milion kopii. Wersja Unplugged w formacie wideo (VHS) uzyskała 12 kwietnia 2001 od RIAA certyfikat złotej płyty w Stanach Zjednoczonych, za sprzedaż 50 tys. kopii. 31 grudnia 2008 album otrzymał od stowarzyszenia Australian Recording Industry Association (ARIA) certyfikat złotej płyty, uzyskawszy nakład sprzedaży przekraczający próg 35 tys. kopii. 1 lipca 2022, osiągnąwszy 60 tys. sprzedaż w Wielkiej Brytanii, otrzymał od British Phonographic Industry (BPI) certyfikat srebrnej płyty. 5 sierpnia RIAA przyznało płycie certyfikat 2-krotnej platyny, po przekroczeniu przez nią progu sprzedaży 2 milionów kopii w Stanach Zjednoczonych.

### Zestawienia
| Rok  | Tytuł                                                              | Publikacja            | Pozycja | Źródło |
| ---- | ------------------------------------------------------------------ | --------------------- | ------- | ------ |
| 2015 | „12 najlepszych występów MTV Unplugged”                            | Ultimate Classic Rock | 10      | [ 74 ] |
| 2017 | „15 najlepszych występów MTV Unplugged”                            | „Rolling Stone”       | 4       | [ 75 ] |
| 2019 | „Najlepsze występy MTV Unplugged”                                  | „Spin”                | 8       | [ 76 ] |
| 2020 | „MTV Unplugged: 20 najlepszych występów”                           | „NME”                 | 5       | [ 77 ] |
| 2020 | „MTV Unplugged: ranking występów”                                  | Loudwire              | 3       | [ 78 ] |
| 2021 | „10 doskonałych hardrockowych albumów, które są szaleńczo mroczne” | WhatCulture           | 9       | [ 79 ] |

## Dziedzictwo

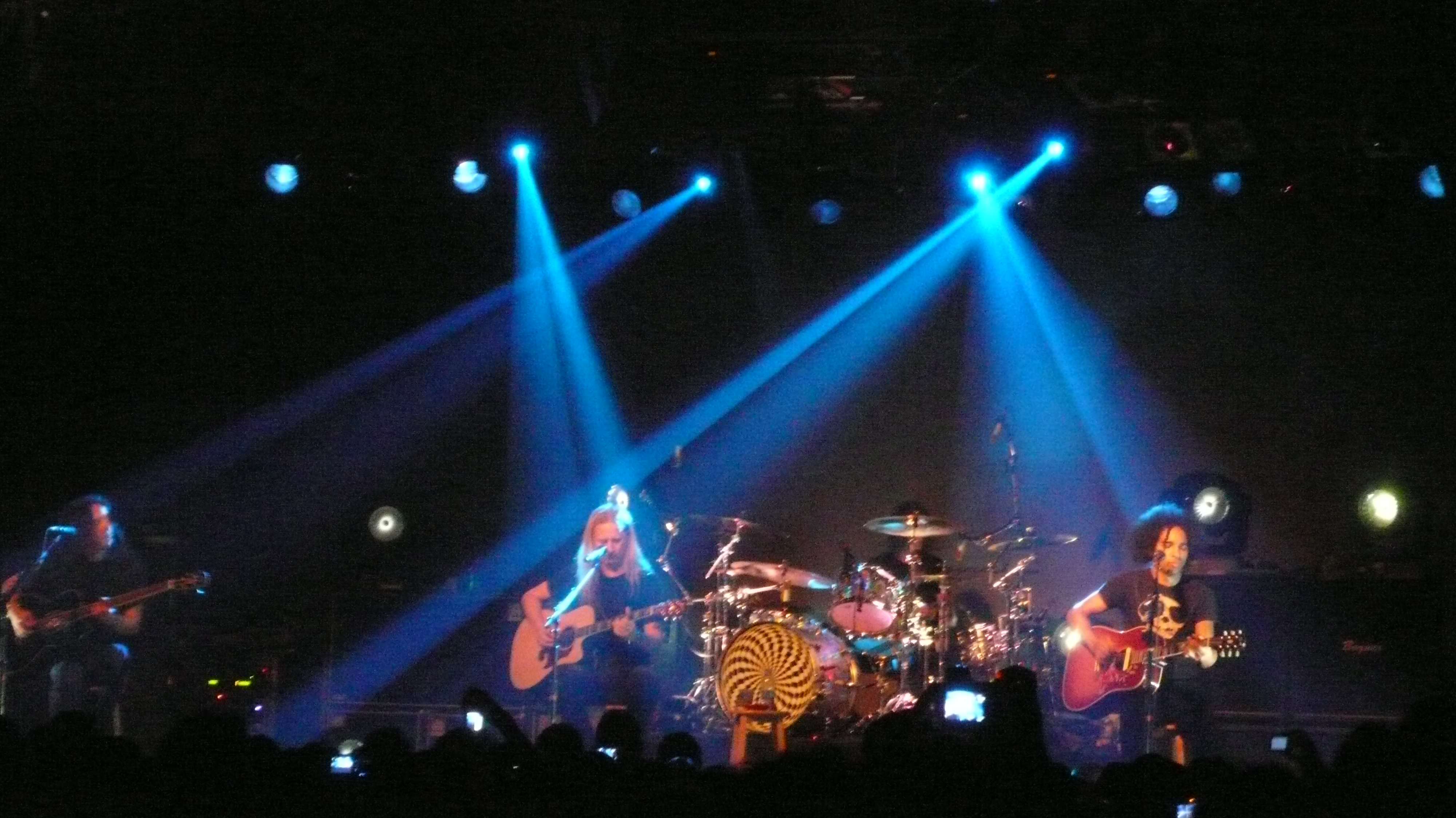
Od momentu reaktywacji w 2005 zespół częściej wykonuje utwory w wersjach akustycznych. Na zdjęciu grupa w trakcie występu we Fryburgu (2009)

Po latach występ Alice in Chains zyskał miano kultowego i przeszedł do historii popkultury jako jeden z bardziej pamiętnych i ważniejszych w całej serii MTV Unplugged, a sam zapis uważany jest za jedną z najważniejszych płyt koncertowych w historii. Alice Pattillo z „Metal Hammera” uznała album Alice in Chains za najlepszy w całej historii MTV Unplugged. Płyta, mimo powściągliwych recenzji w momencie premiery w 1996, zyskała uznanie po śmierci Staleya w 2002, a wielu recenzentów – którzy początkowo wystawiali albumowi zjadliwe oceny – doceniało talent i moc wykonania, pomimo gorszego stanu zdrowia wokalisty w owym czasie.
Kyle Anderson, autor książki  Accidental Revolution: The Story of Grunge (2007), przyznawał, że chociaż występ zespołu w ramach MTV Unplugged był niesamowity, to zdrowie Staleya wyraźnie słabło. 10 kwietnia 2016, w artykule poświęconym 20. rocznicy nagrania płyty, felietonista Diffuser, Brendan Manley występ grupy określał mianem historycznego, a sam koncert uważał za jeden z najlepszych w historii. Pozytywnie odnosił się również do śpiewu Staleya, pisząc, że „zapewnia [on] uduchowione, niepowtarzalne nucenie, które uczyniło go legendą, delikatnie sunie między turkotem o niskiej oktawie a przewiewnym falsetem z niezwykłą gracją”. Na koniec podsumował, że Unplugged „to ulotny moment zachowany na zawsze… dokumentacja ostatniego wkładu jednego z wielkich wokalistów naszych czasów”. W 2018 Siân Llewellyn z „Classic Rocka”, w obszernym artykule na temat tego, jak MTV Unplugged na nowo zdefiniowało generację rocka, odniosła się do koncertu Alice in Chains, podkreślając, że występ grupy jest nadal trudny do oglądania, a jeszcze trudniejszy do słuchania. W ocenie autorki zły stan zdrowia Staleya, na którym wieloletnie uzależnienie narkotykowe odcisnęło silne piętno, nie przeszkodził zespołowi w stworzeniu „porywającego (aczkolwiek stonowanego) show”. Llewellyn – biorąc pod uwagę tragedię związaną ze świadomością, że wokalista zmarł kilka lat później – wymieniła „Rooster” i „Heaven Beside You” jako najbardziej wzruszające momenty, drugi z nich nazywając „złowieszczo proroczym”.
5 kwietnia 2020 stacja radiowa WRIF z Detroit w stanie Michigan sklasyfikowała występ Alice in Chains na liście „6 klasycznych programów MTV Unplugged”. Erica Banas, autorka artykułu, nazwała koncert „wybitnym” oraz „słodko-gorzkim”, podkreślając, że mimo złej kondycji fizycznej Staleya i zatrucia pokarmowego Cantrella, „zestaw AIC przypomniał, dlaczego byli pierwszym zespołem, który naprawdę wyrwał się z owocnej sceny muzycznej w Seattle”. Will Lavin z brytyjskiego czasopisma „NME”, umieściwszy w czerwcu 2020 koncert zespołu na 5. pozycji w rankingu „MTV Unplugged: 20 najlepszych występów”, przyznał, że „piękna wrażliwość jego [Staleya] głosu była paraliżująca, dodając zespołowi przewagę, która zachęciła ich do zdobycia jednego z najbardziej pamiętnych występów Unplugged w 31-letniej historii programu”.
Tim Coffman z serwisu WhatCulture zwracał uwagę na mroczną atmosferę panującą w trakcie występu grupy, podkreślając, że „kiedy masz piosenki, które na początku były już mroczne, oglądanie Alice in Chains wykonujących je na surowo wydaje się jak otwieranie rany”. Autor dodawał, że słuchając „Nutshell” „możesz poczuć emocje w pokoju, ponieważ Staley desperacko próbuje słuchać własnych rad i rzucić nałóg”.

## Lista utworów
| Edycja podstawowa | Edycja podstawowa   | Edycja podstawowa                                       | Edycja podstawowa |
| Nr                | Tytuł utworu        | Autorzy                                                 | Długość           |
| ----------------- | ------------------- | ------------------------------------------------------- | ----------------- |
| 1.                | „Nutshell”          | Layne Staley • Jerry Cantrell • Mike Inez • Sean Kinney | 4:58              |
| 2.                | „Brother”           | Cantrell                                                | 5:27              |
| 3.                | „No Excuses”        | Cantrell                                                | 4:57              |
| 4.                | „Sludge Factory”    | Staley • Cantrell • Kinney                              | 4:36              |
| 5.                | „Down in a Hole”    | Cantrell                                                | 5:46              |
| 6.                | „Angry Chair”       | Staley                                                  | 4:36              |
| 7.                | „Rooster”           | Cantrell                                                | 6:41              |
| 8.                | „Got Me Wrong”      | Cantrell                                                | 4:59              |
| 9.                | „Heaven Beside You” | Cantrell • Inez                                         | 5:38              |
| 10.               | „Would?”            | Cantrell                                                | 3:43              |
| 11.               | „Frogs”             | Staley • Cantrell • Inez • Kinney                       | 7:30              |
| 12.               | „Over Now”          | Staley • Cantrell                                       | 7:12              |
| 13.               | „Killer is Me”      | Cantrell                                                | 5:23              |
|                   |                     |                                                         | 1:11:26           |

| Pakiet DVD | Pakiet DVD          | Pakiet DVD                        | Pakiet DVD |
| Nr         | Tytuł utworu        | Autorzy                           | Długość    |
| ---------- | ------------------- | --------------------------------- | ---------- |
| 1.         | „Program Start”     |                                   | 0:18       |
| 2.         | „Nutshell”          | Staley • Cantrell • Inez • Kinney | 4:22       |
| 3.         | „Brother”           | Cantrell                          | 5:18       |
| 4.         | „No Excuses”        | Cantrell                          | 4:42       |
| 5.         | „Sludge Factory”    | Staley • Cantrell • Kinney        | 7:00       |
| 6.         | „Down in a Hole”    | Cantrell                          | 6:05       |
| 7.         | „Angry Chair”       | Staley                            | 5:36       |
| 8.         | „Rooster”           | Cantrell                          | 6:20       |
| 9.         | „Got Me Wrong”      | Cantrell                          | 4:24       |
| 10.        | „Heaven Beside You” | Cantrell • Inez                   | 5:15       |
| 11.        | „Would?”            | Cantrell                          | 3:50       |
| 12.        | „Frogs”             | Staley • Cantrell • Inez • Kinney | 7:39       |
| 13.        | „Over Now”          | Staley • Cantrell                 | 6:53       |
| 14.        | „Killer is Me”      | Cantrell                          | 5:34       |
|            |                     |                                   | 1:13:16    |

## Personel
Opracowano na podstawie materiału źródłowego:
| Alice in Chains - Layne Staley – śpiew, gitara akustyczna (6), wokal wspierający - Jerry Cantrell – śpiew, gitara akustyczna, wokal wspierający - Mike Inez – akustyczna gitara basowa, gitara akustyczna (13) - Sean Kinney – perkusja Dodatkowy personel - Scott Olson – gitara akustyczna, akustyczna gitara basowa (13) | Produkcja - Producent muzyczny: Toby Wright - Producent telewizyjny: Alex Coletti - Inżynier dźwięku: John Harris, Toby Wright, asystenci: Brian Kingman, John Bates, Rich Lamb - Miksowanie: Toby Wright w MSR Studios, Nowy Jork, asystenci: John Bleich w Electric Lady Studios i John Seymour - Mastering: Stephen Marcussen w Marcussen Mastering Studio, Hollywood - Audio DVD: John Alberts, Mike Fisher, Toby Wright - Edytor audio: Don C. Tyler - Reżyser telewizyjny: Joe Perota - Producent filmowy: Audrey Morrissey Oprawa graficzna - Dyrektor artystyczny: Mary Maurer - Design: Doug Erb - Zdjęcia: Danny Clinch Management - Zarządzanie: Susan Silver |

## Pozycje na listach i certyfikaty
| Lista (1996)                                     | Pozycja |
| ------------------------------------------------ | ------- |
| Alben Top 100 (Szwajcaria)                       | 41      |
| Billboard 200 (Stany Zjednoczone)                | 3       |
| Billboard European Hot 100 (Europa)              | 17      |
| Canadian Top Albums (Kanada)                     | 9       |
| Mega Album Top 100 (Holandia)                    | 33      |
| NZ Top 40 Albums Chart (Nowa Zelandia)           | 8       |
| Offizielle Top 100 (Niemcy)                      | 46      |
| Official Albums Chart Top 100 (Wielka Brytania)  | 20      |
| Official Scottish Albums Chart Top 100 (Szkocja) | 28      |
| Portugal Albums Chart (Portugalia)               | 9       |
| RPM 100 Albums (Kanada)                          | 11      |
| Suomen virallinen lista (Finlandia)              | 13      |
| Top 50 Albums (Australia)                        | 12      |
| Topp 40 Album (Norwegia)                         | 9       |
| Topplistan (Szwecja)                             | 7       |
| Ultratop 50 Albums (Wa) (Belgia)                 | 15      |
| Ö3 Austria Top 40 (Austria)                      | 23      |

| Lista (1996)                      | Pozycja |
| --------------------------------- | ------- |
| Billboard 200 (Stany Zjednoczone) | 98      |

| Rok  | Singel     | Najwyższa pozycja          | Najwyższa pozycja      | Najwyższa pozycja |
| Rok  | Singel     | USA Mainstream Rock Tracks | USA Modern Rock Tracks | CAN               |
| ---- | ---------- | -------------------------- | ---------------------- | ----------------- |
| 1996 | „Over Now” | 4                          | 24                     | 50                |

| 1996                                            | „Would?”       | 19 | – | 21 |
| 1996                                            | „Got Me Wrong” | –  | – | –  |
| „–” oznacza, że singel nie dostał się na listę. |                |    |   |    |

| Państwo                  | Certyfikat         | Sprzedaż   |
| ------------------------ | ------------------ | ---------- |
| Australia (ARIA)         | złota płyta        | 35 000+    |
| Kanada (MC)              | złota płyta        | 50 000+    |
| Stany Zjednoczone (RIAA) | 2× platynowa płyta | 2 000 000+ |
| Wielka Brytania (BPI)    | srebrna płyta      | 60 000+    |

| Państwo                  | Certyfikat  | Sprzedaż |
| ------------------------ | ----------- | -------- |
| Stany Zjednoczone (RIAA) | złota płyta | 50 000+  |

### Wideo
| Lista (1996)                                    | Pozycja |
| ----------------------------------------------- | ------- |
| Billboard Top Music Videos (Stany Zjednoczone)  | 7       |
| UK Official Music Video Chart (Wielka Brytania) | 18      |
| Lista (2025)                                    | Pozycja |
| UK Official Music Video Chart (Wielka Brytania) | 38      |